# Habib Bellaïd
Habib Mohamed Bellaïd (Bobigny, 28 marzo 1986) è un ex calciatore francese naturalizzato algerino, di ruolo difensore.